# Вісакхам Тірунал
Вісакхам Тірунал Рама Варма (19 травня 1837 — 4 серпня 1885) — правитель південноіндійської держави Траванкор, брат свого попередника, Аїлама Тірунала. Став останнім незалежним правителем князівства, його наступники правили під контролем британської адміністрації. Окрім адміністративних та політичних талантів, був відомим художником.

## Життєпис
Молодший син Говрі Рукміні Баї, доньки магарані Говрі Лакшмі Баї, та Пунартама Тірунала Рами Варми Коїл Тампурана. Рано втратив матір. Початкову освіту здобув завдяки батькові, вивчивши мови малаялам та санксрит. Згодом вивчив англійську мову. Замолоду захопився малюванням.
У 1861 році відвідував Мадрас, де потоваришував з губернатором Вільямом Денісоном. 1862 року стає членом ради Мадраського університету. Він був членом Королівського географічного товариства і Королівського азійського товариства. Разом з захопленням європейською культурою, продовжував шанобливо ставивтися до бразманів, які мали на нього неабиякий вплив.
У 1880 році замирився з братом-магарджі Аїлам Тіруналом незадовго до його смерті, який визначив Вісакхам Тірунала спадкоємцем трону. Незабаром слідом за смертю брата став новим магарджею. Під час свого правління продовжив реформу освіти та поліцейську реформу. Сприяв вирощуванню тапіоки, яка стала досить поширеною. Завдяки цьому питання голоду серед бідних шарів населення в значній мірі відпала.
Незабаром після сходження на трон магарджу було призначено на посаду віце-голови Інституційного законодавчого ради Індії. але через стан здоров'я Вісакхам Тірунал швидко залишив посаду. У липні 1884 року тяжко захворів, померши у 1885 році. Владу успадкував небіж Мулам Тірунал.

## Творчість
В доробку магараджі є праці на різні теми: «Страхи війни та переваги миру», «Політичний ескіз Траванкора», "Лекції про «людську величність», «Співвідношення між природою і мистецтвом», «Наша мораль», «Наш промисловий статус», «Місцевий державник», «Спостереження за вищою освітою», що були опубліковані в тижневиках «Державець» та «Калькутський огляд». Також відомий як художник.